# オオキンカメムシ
オオキンカメムシは、鮮やかな赤い体色のキンカメムシである。かつてはアブラギリの害虫として知られた。また集団越冬することでも知られる。

## 概要
オオキンカメムシ Eucorysses grandis (Thunberg)  は、真っ赤な体に大きな黒い斑紋を持つカメムシである。熱帯系の昆虫で分布が広く、地域によって斑紋等に変異がある。日本では本州南部以南に見られるが、より北方でも採集されることがあり、広範囲に移動していると見られる。ただしその多くの地域で越冬できず、越冬しているのは上記分布域のみで、枝先の葉の間などに数十頭が集まって越冬する姿が見られる。なお、集団越冬は近縁のアカギカメムシやその他いくつものカメムシでも知られる。
かつてアブラギリがよく栽培されていたころには、その重要な害虫として知られていたが、現在ではその栽培が行われていないために、害虫としての重要性はあまり高くない。

## 特徴
体長は20-25mm。背面は丸く盛り上がり、腹面はほぼ平らである。背面は全体に鮮やかな赤で、表面につやが強くて、虹色に輝く。
背面には赤の地に黒の大きな斑紋が並ぶ。これには変異が大きい。日本産のものは全胸後端から小楯板前端に一つ、小楯板後端に一つ、それらの間に二つの黒い横斑がはいる型が普通であるが、より斑紋の少ないものや小さいものもある。腹面は全体に黒く、虹色の輝きが乗る。触角と歩脚も黒い。
頭部は三角に尖り、背面が黒、側面が赤い。前胸は頭部に続いて後方へ広まり、併せて三角になり、後端はやや左右に突き出す。それ以降の胴部の背面はすべて小楯板に覆われる。
幼虫は齢によって異なるが、おおむね丸っこい形をしており、やはり背面が丸く盛り上がる。頭部と胸部、腹部の背面のキチン板が金属光沢のある黒っぽい色で、それ以外の腹部は赤っぽい。

## 習性
成虫も若虫もアブラギリの果実から汁を吸う。近縁のシナアブラギリでは発育できない。他にツバキ、ハゼなどが寄主植物としてあげられたことがあるが、いずれも幼虫の発育には適さない。長谷川(1987)は、アブラギリ以外の宿主としてセンダンとクチナシが想定されるともしている。
成虫は六月ころから交尾と産卵を行う。卵は100-140個を単層に並べた卵塊の形で生み付けられる。幼虫は果実の汁を吸って成長し、五齢が終齢である。新しい成虫は七月-八月頃に現れる。
越冬は成虫で行う。冬に南部地域に集まり、たとえば四国では室戸岬、足摺岬がよく知られる。海岸林の日当たりのよいところの、ツバキ、ミカン、トベラなどの常緑樹の枝先、葉裏、あるいは樹幹に集まる。毎年集まる場所が決まっており、12月後半から集まりはじめ、4月ころより分散して移動する。

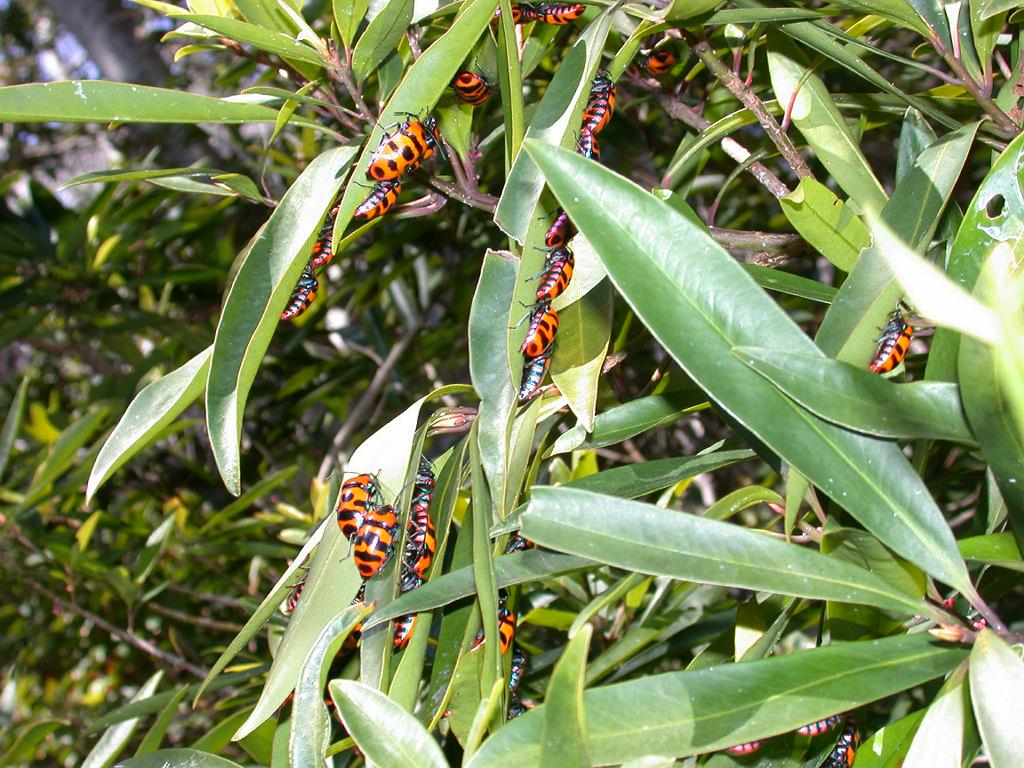
オオキンカメムシの集団越冬

### 移動について
本種は本州中部以南では通年見られ、これ以南が分布域と考えられる。ところが採集記録には北海道があり、本州北部や中部山岳の高所からも採集記録がある。長谷川(1987)によるとそれらは七月から八月に集中しており、また雌が圧倒的に多い。また彼が解剖した例では、すべて腹には卵が詰まっていた。このようなことから彼は交尾後の雌が活発に移動するものと考えている。これらはいわゆる無効分散となることが多いであろう。北海道の例は、台風に乗って移動したことが推定されている。海上で発見された例もあり、かなりの長距離移動をすることが考えられる。

## 分布
上記のように日本では本州中部以南が定着している分布域である。長谷川(1987)はその範囲を「静岡県と石川県を結ぶ線から南西」としている。いずれも海岸近くに多い。国外では台湾から東南アジア一帯に分布する。

## 変異について
この種は長崎でツンベルグによって発見されたのが最初であるが、より南方に広く産し、そこでは斑紋の変化が大きい。地色の赤はやや色薄く、黒斑はより小さい。斑紋が帯でなく、楕円形のものが二対ほどになっているものを f. baro Fabricius 、完全に無斑になったものを f. pallens Amyot et Serville という。

## 利害
上記のようにアブラギリの害虫として知られる。江戸時代の虫譜にこの虫について「アブラギリを食べるから毒を持っている」旨の記述があると言うから、よく知られていたことがわかる。果実が攻撃を受け、その場合、果実は褐色になって落果しやすくなる。ただし現在ではこの植物そのものが栽培されなくなった。
この他に、ミカン類の若い果実からも汁を吸う例が知られ、その意味では現在も農業害虫であるが、その重要性は低い。